# Европско првенство у атлетици у дворани 1973 — скок удаљ за жене
Такмичење у скоку удаљ у женској конкуренцији на 4. Европском првенству у атлетици у дворани 1973. одржано је 10. марта 1973. године у Арени Ахој у  Ротердаму, Холандија.
Титулу европске првакиње освојену на Европском првенству у дворани 1972. у Греноблу није бранила Бригите Ресен из Западне Немачке.

## Земље учеснице
Учествовало је 7 атлетичарки из 6 земаља.
1. Бугарска (2)
2. Западна Немачка (1)
3. Пољска (1)
4. Румунија (1)
5. Чехословачка (1)
6. Швајцарска (1)

## Рекорди
Извор:
| Рекорди пре почетка Европског првенства у дворани 1973.     | Рекорди пре почетка Европског првенства у дворани 1973. | Рекорди пре почетка Европског првенства у дворани 1973. | Рекорди пре почетка Европског првенства у дворани 1973. | Рекорди пре почетка Европског првенства у дворани 1973. | Рекорди пре почетка Европског првенства у дворани 1973. |
| ----------------------------------------------------------- | ------------------------------------------------------- | ------------------------------------------------------- | ------------------------------------------------------- | ------------------------------------------------------- | ------------------------------------------------------- |
| Светски рекорд                                              | Татјана Шчелканова                                      | СССР                                                    | 6,73                                                    | Дортмунд, Западна Немачка                               | 27. март 1966.                                          |
| Европски рекорд у дворани                                   | Татјана Шчелканова                                      | СССР                                                    | 6,73                                                    | Дортмунд, Западна Немачка                               | 27. март 1966.                                          |
| Рекорди европских првенстава у дворани                      | Хајде Розендал                                          | Западна Немачка                                         | 6,64                                                    | Софија, Бугарска                                        | 13. март 1971.                                          |
| Рекорди после завршеног Европског првенства у дворани 1973. |                                                         |                                                         |                                                         |                                                         |                                                         |
| Нових рекорда није било.                                    |                                                         |                                                         |                                                         |                                                         |                                                         |

## Освајачи медаља
|                         |                                |                        |
| Дијана Јоргова Бугарска | Јармила Нигринова Чехословачка | Мирослава Сарна Пољска |

## Резултати

### Финале
| Пласман | Атлетичарка         | Земља           | #1   | #2   | #3 | #4   | #5   | #6   | Резултат | Белешка |
| ------- | ------------------- | --------------- | ---- | ---- | -- | ---- | ---- | ---- | -------- | ------- |
|         | Дијана Јоргова      | Бугарска        | 6,40 | 6,37 | x  | 6,43 | 6,45 | x    | 6,45     | ЛР      |
|         | Јармила Нигринова   | Чехословачка    | 5,71 | 6,27 | x  | 6,30 | x    | 6,12 | 6,30     |         |
|         | Мирослава Сарна     | Пољска          | x    | 6,15 | x  | 6,13 | 6,13 | 6,13 | 6,15     |         |
| 4.      | Nedyalka Ангелова   | Бугарска        | 5,92 | x    | x  | 5,89 | 6,02 | 6,13 | 6,13     | =ЛР     |
| 5.      | Мета Антенен        | Швајцарска      | 6,08 | 6,03 | x  | 6,06 | x    | 5,84 | 6,08     |         |
| 6.      | Виорика Вископољану | Румунија        | 5,93 | x    | x  | 6,04 | 6,04 | 6,04 | 6,04     |         |
| 7.      | Еда Шмидел          | Западна Немачка |      |      |    |      |      |      | 5,99     | ЛР      |

## Укупни биланс медаља у скоку удаљ за жене после 4. Европског првенства у дворани 1970—1973.
|    | Земља           |   |   |   |    |
| -- | --------------- | - | - | - | -- |
| 1. | Западна Немачка | 2 | 1 | 0 | 4  |
| 2. | Румунија        | 1 | 0 | 1 | 2  |
| 3. | Бугарска        | 1 | 0 | 0 | 1  |
| 4. | Пољска          | 0 | 1 | 2 | 3  |
| 5. | Чехословачка    | 0 | 1 | 1 | 2  |
| 6. | Швајцарска      | 0 | 1 | 0 | 2  |
|    | Укупно {6}      | 4 | 4 | 4 | 12 |

|    | Атлетичарка         | Земља           |   |   |   |   |
| -- | ------------------- | --------------- | - | - | - | - |
| 1, | Хајде Розендал      | Западна Немачка | 1 | 1 | 0 | 2 |
| 2, | Виорика Вископољану | Румунија        | 1 | 0 | 1 | 2 |
| 4. | Јармила Нигринова   | Чехословачка    | 0 | 1 | 1 | 2 |
| 4. | Мирослава Сарна     | Пољска          | 0 | 0 | 2 | 2 |